# 萩原太郎
萩原 太郎（はぎわら たろう、1828年8月18日（文政11年7月8日） - 1904年（明治37年）2月12日）は、日本の剣術家。流派は直心影流。称号は大日本武徳会精錬証。神奈川県会議員。幼名は連之助、諱は行篤。

## 経歴
旗本杉浦越前守邸（江戸湯島）で、鈴木弥太郎行孝の二男として生まれる。相模国鎌倉郡平戸村代官萩原家の養子となる。
1842年（天保13年）、早田真太郎養徳に直心影流剣術を学び、各地への武者修行を経て、1851年（嘉永4年）3月、早田から直心影流の免許皆伝を受ける。
平戸村代官を務めるとともに道場を開き、農民に剣術を指南する。道場は有名になり諸国の剣客が試合に訪れた。1858年（安政5年）8月には天然理心流の近藤勇（後の新選組局長）が訪れたが、前月に将軍徳川家定が死去し喪中であったため試合は行わなかった。
廃藩置県後は神奈川県に出仕し、戸長、区長、郡書記、県会議員を歴任。1885年（明治18年）から1897年（明治30年）まで神奈川県御用掛として同県警察部で撃剣を指導する。
1895年（明治28年）、大日本武徳会第1回武徳祭大演武会に出場し、同会から精錬証を授与された。